# Plesna šola Kazina

## Lokacija
Plesna šola Kazina se nahaja v istoimenski stavbi Kazina, na Kongresnem trgu 1 v Ljubljani. 

## Poučevanje plesnih zvrsti in lastne celovečerne predstave
Poleg poučevanja različnih plesnih zvrsti (Družabni ples, Street jazz, Jazz balet, Hip hop, Salsa - latino, Step, Zapleši v petkah, Zumba, Kombo - za dekleta in žene, Orientalski ples, Šakti, Ples in joga, Cici mini, Cic pleše s knjigo, Cici jazz, Cici hip hop, Show dance -street in jazz balet,"Trendy" pop & dance, hip hop, latino, Vinyasa joga, ustvarja tudi lastne celovečerne plesne predstave. 

## Kazina v številkah
V zadnjih 20ih letih je najmanj 200.000 otrok, mladine in odraslih zaplesalo v dvoranah Kazine. V živo so nastopili pred 200.000 ljudmi v osmih državah sveta, preplesali okrog 500 celovečernih šovov, na televiziji s samostojnimi plesnimi točkami ustvarili 15 ur samostojnega programa in sodelovali v skoraj vseh oddajah razvedrilnega programa. V zadnjem desetletju so postavili sedem celovečernih predstav, prinašali priznanja s festivalov ter osvojili 200 naslovov državnih, 39 naslovov evropskih in 47 naslovov svetovnih prvakov. 

## Plesni učitelji in koreografi
V Kazini ustvarja in poučuje ekipa priznanih plesnih koreografov: Mirjam Podobnik, Mitja Popovski, Mojca Uršič, Željko Božić, Danijel Mišon, Ana Benkovič, Tea Mazaj, Ana Delo, Ada Kogovšek, Vesna Vučajnk, Andreja Vakselj, Marko Stamenković, Urška Kosec, Maruša Šubic, Tjaša Tomažič, Katja Kordin.
Viri: Plesna zveza Slovenije